# Ghash.io
GHash.io — пул для майнінгу біткойнів, що працював з 2013 по 2016 рік і належав сервісу обміну криптовалют CEX.io.
Пул привернув до себе багато уваги, коли в 2014 році короткочасно контролював понад 51 % обчислювальної потужності мережі біткойна. Це потенційно дозволяло реалізувати «атаку 51 %», що дуже стурбувало спільноту, оскільки могло призвести до руйнування базового механізму довіри до транзакцій біткойна.

## Історія
GHash.io був організований як дочірня структура сервісу обміну криптовалют CEX.io, який продовжує працювати. В межах GHash.io працювали окремі пули майнінгу Bitcoin, Litecoin, Dogecoin, Auroracoin і Darkcoin. Для біткойна був доступний хмарний майнінг, для якого потужність продавав CEX.io. Крім того існував окремий мультипул майнінгу інших криптовалют (альткойнів), який був доступний для незалежних майнерів.

## Контроль понад 51% потужності мережі біткойна
«Атака 51 %» може відбуватися, якщо один майнер або майнінг-пул мають потужність більше 50 % загальної потужності мережі, що теоретично дозволяє пулу «повернути» вже витрачені біткойни і вдруге щось на них купити (подвійна витрата).
Через популярність майнінг-пулу GHash.io та технічну зручність приєднання до нього, його потужність постійно зростала, що викликало занепокоєння. У липні 2014 року потужність GHash.io на короткий час перевищувала поріг у 51 %, що змусило біткойн-спільноту терміново шукати можливі рішення цієї загрози.
Факт перевищення потужності теоретичної межі змусив відомого біткойн-розробника Пітера Тодда продати половину своїх активів. Вважають, що семе ця новина спричинила падіння ціни біткойна з 633 до 600 доларів.
Оскільки на рівні базового алгоритму вирішення проблеми 51 % не існує, учасники погодилися впровадити тимчасові обмеження. GHash.io випустив заяву, пообіцявши, що добровільно обмежить зростання власної потужності, яка не перевищуватиме 40 % загальної хеш-рейту біткойна. Крім того, представники GHash.io закликали інші майнінг-пули наслідувати їхній приклад заради всієї біткойн-спільноти. Також було запропоновано створити новий комітет, який би виступав у ролі наглядового органу щодо проблеми 51 %. До цього комітету мали увійти представники майнінг-пулів, біткойн-бізнесу та інші спеціалісти в цій сфері.
Обговорення проблеми 51 % отримало широкий розголос у ЗМІ, поширившись за межі видань, що спеціалізуються на криптовалютах.
До кінця 2015 року GHash.io припинив свою майнінгову діяльність через падіння цін на біткойн.